# Campeonato Mundial de Halterofilismo de 1937
O 23º Campeonato Mundial de Halterofilismo foi realizado em Paris, na França entre 10 a 12 de setembro de 1937. Participaram 50 halterofilistas de 10 nacionalidades. 

## Medalhistas
| Evento                | Ouro                           | Ouro     | Prata                             | Prata    | Bronze                     | Bronze   |
| --------------------- | ------------------------------ | -------- | --------------------------------- | -------- | -------------------------- | -------- |
| Pena (60 kg)          | Georg Liebsch · Alemanha       | 297,5 kg | Anton Richter · Áustria           | 287,5 kg | Max Walter · Alemanha      | 287,5 kg |
| Leve (67,5 kg)        | Tony Terlazzo · Estados Unidos | 357,5 kg | Robert Fein · Áustria             | 355,0 kg | Karl Jansen · Alemanha     | 330,0 kg |
| Médio (75 kg)         | John Terpak · Estados Unidos   | 357,5 kg | Adolf Wagner · Alemanha           | 340,0 kg | Hans Valla · Áustria       | 340,0 kg |
| Meio-pesado (82,5 kg) | Fritz Haller · Áustria         | 375,0 kg | Louis Hostin · França             | 372,5 kg | Anton Gietl · Alemanha     | 365,0 kg |
| Pesado (+ 82,5 kg)    | Josef Manger · Alemanha        | 420,0 kg | Václav Pšenička · Tchecoslováquia | 405,0 kg | Heinz Schattner · Alemanha | 395,0 kg |

## Quadro de medalhas
| Ordem | País            | Medalha de ouro | Medalha de prata | Medalha de bronze | Total |
| ----- | --------------- | --------------- | ---------------- | ----------------- | ----- |
| 1     | Alemanha        | 2               | 1                | 4                 | 7     |
| 2     | Estados Unidos  | 2               | 0                | 0                 | 2     |
| 3     | Áustria         | 1               | 2                | 1                 | 4     |
| 4     | Tchecoslováquia | 0               | 1                | 0                 | 1     |
| 4     | França          | 0               | 1                | 0                 | 1     |
| Total | Total           | 5               | 5                | 5                 | 15    |